# 华为MateBook Fold
华为 MateBook Fold 非凡大师是华为公司于2025年5月19日发布的一款折叠屏笔记本电脑，搭载鸿蒙操作系统5。该设备采用可折叠屏幕设计，展开后屏幕尺寸为18英寸，折叠状态下为13英寸，是截至发布时屏幕尺寸最大的商用折叠屏笔记本。

## 发布与销售
MateBook Fold 非凡大师于2025年5月19日正式发布，并计划于同年6月6日10:08开始发售，起售价为人民币23999元。根据华为商城的数据，截至2025年5月22日，该产品累计预约人数接近14万人，其中价格为23999元的版本预约超过10万人。

## 外观与结构
设备展开状态下厚度为7.3毫米，整机重量约为1.16千克。外观配色提供锻影黑、天际白与云水蓝三种选项，外壳采用合成皮材质，配备可折叠一体式支架。产品结构部分使用三段式转轴与多连杆结构，结合水滴形态的铰链设计以支持屏幕开合。
MateBook Fold 非凡大师铰链采用高密度锆基液态金属和金属一体式主轴，以提升机械强度。散热系统为双风扇，厚度3.5毫米，支持最高28W性能释放，同时配备逆重力VC技术，以适应设备在不同形态下的散热需求。

## 显示屏
该设备配备一块可折叠双层OLED显示屏，展开尺寸为18英寸，分辨率为3.3K，纵横比为4:3。屏幕支持LTPO技术，可实现自适应刷新率调节，亮度峰值为1600尼特，动态对比度为2,000,000:1。官方称该型号为当前笔记本领域中采用LTPO技术的首款商用设备。

## 系统与兼容性
MateBook Fold 非凡大师运行鸿蒙操作系统5，可与其他搭载鸿蒙系统的设备（如智能手机、平板电脑、智能手表、智慧屏、车载系统等）进行互联互通。据官方数据，系统已适配150余款电脑专用应用，1000余款融合生态应用完成适配，华为预计年底将共计支持2000个融合生态应用软件。设备可兼容1100多款外部设备，其中包括超过800种标准外设和约300种非标准外设。

## 配件与版本
华为为该设备提供可选配件，包括星跃随行键盘与收纳包等。
该型号提供两个配置版本：
- 32GB 内存 + 1TB 存储：起售价人民币23999元；

- 32GB 内存 + 2TB 存储：售价人民币26999元。